# Meinweg
Meinweg este o arie protejată (arie specială de conservare — SAC, sit de importanță comunitară — SCI, arie de protecție specială avifaunistică — SPA) din Țările de Jos întinsă pe o suprafață de 1.822 ha, integral pe uscat.

## Localizare
Centrul sitului Meinweg este situat la coordonatele 51°09′49″N 6°07′24″E / 51.1636°N 6.1232°E.

## Înființare
Situl Meinweg a fost declarat arie de protecție specială avifaunistică în mai 1994 pentru a proteja 1 specie de plante și 6 specii de animale. Alte tipuri de protecție:
- sit de importanță comunitară (în iulie 1998)
- arie specială de conservare (în iunie 2013)[2][4][5]

## Biodiversitate
Situată în ecoregiunea atlantică, aria protejată conține 10 habitate naturale: Ape stătătoare oligotrofe până la mezotrofe, cu vegetație de Littorelletea uniflorae și/sau de Isoëto-Nanojuncetea, Lacuri și iazuri distrofice naturale, Pajiști umede nord-atlantice cu Erica tetralix, Pajiști uscate europene, Pajiști cu Molinia pe soluri calcaroase, turboase sau argilos-nămoloase (Molinion caeruleae), Turbării active, Depresiuni pe substraturi de turbă de Rhynchosporion, Păduri de fag acidofile atlantice, cu subarboret de Ilex și, uneori, de asemenea, Taxus, la nivelul arbuștilor (Quercion robori-petraeae sau Ilici-Fagenion), Mlaștini împădurite, Păduri aluvionare cu Alnus glutinosa și Fraxinus excelsior (Alno-Padion, Alnion incanae, Salicion albae).
La baza desemnării sitului se află mai multe specii protejate:
- plante (1): Luronium natans
- păsări (3): caprimulg (Caprimulgus europaeus), ciocârlie de pădure (Lullula arborea), mărăcinar negru (Saxicola torquatus)
- amfibieni (1): triton cu creastă (Triturus cristatus)
- nevertebrate (1): Ophiogomphus cecilia
- pești (1): cicar (Lampetra planeri)